# Circobirò
(I ratti della Sabina, Circobirò)
Circobirò è il terzo album di inediti de I ratti della Sabina.

## Tracce
1. Circobirò
2. Il violinista pazzo
3. La morale dei briganti
4. L'uomo che piantava alberi
5. Linea 670
6. Lo scemo del villaggio
7. La tarantella del serpente
8. Seila
9. Il giocoliere
10. Radici
11. Il mercante
12. Il pifferaio magico
13. Il funambolo

Il disco è un concept album, ovvero tutte le canzoni sono collegate da un filone conduttore: in questo caso è il mondo del circo.
La canzone "Circobirò", che dà nome all'intero album, si presenta come una propaganda del circo verso persone distratte, che vengono attirate dai vari spettacoli in programma per la serata.
La copertina dell'album è opera dell'artista genovese Francesco Musante; come si legge sul retro del libretto del cd, "ci è sembrato di trovarci di fronte alla rappresentazione grafica delle ambientazioni e delle tematiche presenti in molte nostre canzoni, per questo motivo lo abbiamo contattato chiedendogli di poter far viaggiare le sue immagini insieme alle parole e alla musica di questo disco".
La canzone "Il violinista pazzo" è tratta da una poesia di Fernando Pessoa chiamata appunto "Il violinista pazzo".
La canzone "La morale dei briganti" parla di Berardo Viola.
La canzone "L'uomo che piantava alberi" è tratta dal racconto di Jean Giono chiamato appunto "L'uomo che piantava alberi"